# 싸이랩
싸이랩(Scilab)은 행렬연산이 가능한 Scilab과, 블록도 기반의 프로그램이 가능한 Xcos로 이루어져 있는 오픈 소스 프로그래밍 언어이다. 클라우드 컴퓨팅으로도 이용가능하다.
Scilab는 온라인으로 다양한 툴박스(Toolbox)를 제공하고 있다. 사용자의 필요에 따라서 Scialb 콘솔에서 간단한 명령어를 입력하여 설치할 수 있다. 예를 들어서 시리얼 통신 툴박스를 설치하고자 하는 경우, 다음과 같이 입력하여 ATOMS 패키지를 이용하여 설치할 수 있다.
```
atomsInstall('serial')
```

## 활용 예
Scilab 및 Xcos로 다음의 작업들이 가능하다.
- Scilab을 이용한 벡터 및 행렬의 연산
- Scilab을 이용한 디지털 신호처리(Digital Signal Processing): FFT, SFT, Wavelet Transform 등
- Scilab을 이용한 GUI 화면 구성
- Scilab, Xcos를 이용한 제어기 설계: PID 제어기 설계, 모델베이스 제어기 설계 등
- Scilab, Xcos를 이용한 Arduino 프로그래밍

## 같이 보기
- SageMath
- 수치 분석 소프트웨어 목록